# Lenguas bongo-baka
Las lenguas bongo o bongo-baka es un conjunto de seis lenguas habladas en Sudán del Sur, el subgrupo bongo-baka filogenéticamente es una división del grupo bongo-bagirmi.
La lengua bongo demográficamente más numerosa es el idioma jur modo, hablado por cerca de 100 mil personas, la lista de lenguas bongo-baka es:
- Bongo
- Baka
- Morokodo–Beli
  - Jur Modo
  - Morokodo (Nyamusa-Molo, Mo’da)
  - Jur Beli (Beli)
  - Mittu (extingo)

En varias clasificaciones, el bongo a veces se separa del resto de la familia, razón por la que el término bongo-baka' es menos ambiguo que el término bongo (que se usa a veces para referirse a un subgrupo más específico).